# Virudhaka
Virudhaka  (IAST: Virūḍhaka, Pali: Viḍūḍabha, Hindi: विरूढक) fue hijo de Pasenadi, rey de Kosala.
Poco después de usurpar el próspero reino construido por su padre Bimbisara, el parricida Ajatashatru (491-461 A. C.) fue a la guerra contra su anciano tío Pasenadi, y obtuvo el control de Kashi. Poco después, Pasenadi, como Bimbisara, fue despuesto por su hijo y murió. El nuevo rey, Virūḍhaka (en pali Viḍūḍabha), atacó y virtualmente aniquiló al pequeño estado tribal de los shakias, al pie del Himalaya, y este fue el final del clan en el que nació Buda.
Posiblemente Virudhaka, como Ajatashatru de Magadha, pretendía construir un imperio, pero no lo consiguió y no se sabe nada de él, salvo una leyenda poco fiable que cuenta su destrucción milagrosa tras la masacre de los shakias. Su reino fue conquistado por Magadha.